# 洛兹纳亚农村居民点
洛兹纳亚农村居民点（俄语：Лознянское сельское поселение）是俄罗斯联邦别尔哥罗德州罗韦尼基区所属的一个农村居民点。其下辖有1个居民点，行政中心为洛兹纳亚。据2016年统计，该农村居民点的人口为904人。